# أوبسيلية مخضوضرة
أوبسيلية مخضوضرة (الاسم العلمي: Eupsilia virescens) هي نوع من الحشرات تتبع جنس الأوبسيلية من فصيلة الليليات.